# Liquid Tension Experiment 3
Liquid Tension Experiment 3 es el tercer álbum de estudio de la banda americana Liquid Tension Experiment, lanzado el 16 de abril del 2021. Es su primer disco desde 1999.

## Lista de canciones
| Standard edition |                                                                                                |          |  |
| N.º              | Título                                                                                         | Duración |  |
| 1.               | «Hypersonic»                                                                                   | 8:22     |  |
| 2.               | «Beating the Odds»                                                                             | 6:09     |  |
| 3.               | «Liquid Evolution»                                                                             | 3:23     |  |
| 4.               | «The Passage of Time»                                                                          | 7:32     |  |
| 5.               | «Chris & Kevin's Amazing Odyssey»                                                              | 5:04     |  |
| 6.               | «Rhapsody in Blue» (escrito por George Gershwin, 1924 - Arreglo por Liquid Tension Experiment) | 13:16    |  |
| 7.               | «Shades of Hope»                                                                               | 4:42     |  |
| 8.               | «Key to the Imagination»                                                                       | 13:14    |  |

| Bonus Disc: “A Night at the Improv” |                             |          |  |
| N.º                                 | Título                      | Duración |  |
| 1.                                  | «Blink of an Eye»           | 10:28    |  |
| 2.                                  | «Solid Resolution Theory»   | 10:02    |  |
| 3.                                  | «View from the Mountaintop» | 5:24     |  |
| 4.                                  | «Your Beard Is Good»        | 14:31    |  |
| 5.                                  | «Ya Mon»                    | 15:24    |  |

## Integrantes
- John Petrucci – guitarra, producción
- Tony Levin – Chapman Stick, bajo, producción, fotografía
- Jordan Rudess – teclado, producción
- Mike Portnoy – batería, percusión, producción